# 凯文·达克沃斯
凯文·杰尔姆·达克沃斯（英語：Kevin Jerome Duckworth，1964年4月1日—2008年8月25日），美国NBA联盟前职业篮球运动员。他在1986年的NBA选秀中第2轮第33顺位被圣安东尼奥马刺选中。曾荣获NBA进步最快球员奖并两次入选全明星赛。2008年死于心脏衰竭。